# Приупский (Одоевский район)
Приупский — поселок в Одоевском районе Тульской области в составе сельского поселения Южно-Одоевское.

## География
Находится в юго-западной части Тульской области на расстоянии приблизительно 11 км по прямой на запад по прямой от города Одоев, административного центра района, на правом берегу реки Упа.

## История
В конце 1930-х годов поселок был отмечен как населенный пункт с 21 двором.

## Население
Постоянное население составляло 2 человека (русские 100 %) в 2002 году, 0 в 2010.